# همپرن پراک
همپرن پراک (اندونزیایی: Hamparan Perak) شهری در استان سوماترای شمالی کشور اندونزی است. جمعیت این شهر بر اساس سرشماری سال ۱۹۹۰ میلادی، ۳۸٫۷۲۳ نفر و بر اساس سرشماری سال ۲۰۰۰ میلادی، ۱۰۸٫۳۱۵ بوده که در سال ۲۰۰۷ میلادی به ۱۷۲٫۱۰۶ نفر افزایش یافته‌است.